# Sergey Koudentsov
Sergey Koudentsov (né le 29 juillet 1978) est un coureur cycliste russe.

## Biographie
En 1999, Sergey Koudentsov remporte les Cinq anneaux de Moscou. En 2006, il rejoint l'équipe russe Premier, avec laquelle il gagne deux étapes sur le Tour d'Indonésie et sur le Tour de l'île de Chongming. L'année suivante, il signe avec l'équipe Discovery Channel Marco Polo et remporte trois victoires. En 2008, il gagne deux étapes au sprint sur le Tour de la mer de Chine méridionale.

## Palmarès sur route

### Par années
- 1999
  - Cinq anneaux de Moscou
- 2000
  - 3e de la Coppa San Bernardino
- 2003
  - 3e étape du Tour de la mer de Chine méridionale
- 2004
  - 7e et 8e étapes du Tour de la mer de Chine méridionale
- 2006
  - 2e et 4e étapes du Tour de l'île de Chongming
  - 2e et 8e étapes du Tour d'Indonésie
- 2007
  - 6e étape du Tour de Corée
  - 1re et 4e étapes du Tour de Hainan
- 2008
  - 5e et 6e étapes du Tour de la mer de Chine méridionale
  - 1re étape du Tour de Java oriental
- 2009
  - 3e et 8e étapes du Tour d'Indonésie
- 2010
  - 2e étape du Melaka Governor Cup
  - 1re (contre-la-montre par équipes), 4e et 9e étapes du Tour d'Indonésie
  - Tour du lac Poyang :
    - Classement général
    - 2e, 4e et 5e étapes

### Classements mondiaux
| Année         | 2007 | 2008 | 2009 | 2010 | 2011 |
| ------------- | ---- | ---- | ---- | ---- | ---- |
| UCI Asia Tour | 39e  | 20e  | 50e  | 46e  | 27e  |

## Palmarès sur piste

### Coupe du monde
- 2004
  - 3e de l'américaine à Moscou